# Древни македонци
 Тази статия е за жителите на Македония в Античността.  За съвременните жители на региона Македония  вижте Македонци.  За съвременните жители на Северна Македония вижте Македонци (нация).
Македоните, известни също като антични или древни македонци (на гръцки: Μακεδόνες, Македонес), са населението на изчезналата антична държава Древна Македония, възникнала на Балканите и установила господство над Древна Гърция, Древна Тракия, Древен Египет, Персийската империя, Бактрия и др. в ІV в. пр. Хр.

## Възникване на името
Ядрото на древномакедонската държава се оформя в земите на днешно Костурско, Гревенско, Кожанско и Серфидженско, сиреч по горната част на Бистричката долина. От тези места, македоните започват постепенно и трайно разширяване на племенния си съюз, най-вече в източна посока. По времето на класическа Гърция, те вече са заели здраво низината на Долен Вардар и Долна Бистрица, там се намират и техните основни твърдини и градища (Вергина, Пела, Берея, Миеза и други.) Мнозинството от тези наименования имат бригийски и тракийски произход. Според някои историци това е народ, образуван при налагане на името на Македонското царство над преобладаващата бригийско – тракийска маса, смесена с илири, пеони, дорийци и еолийци (последните две народности са едни от съставните части на елините, а пеоните имат тракийски произход), или дори още едно от тракийските племена. Съвременните им древни гърци не са приемали македоните за „елини“ и техните царе и както посочва Демостен, те са смятани за варвари. Аристокрацията, при политическите си амбиции да завладее Елада, изтъква близост до гърците, като подобно на одриската аристокрация в Тракия, ползва старогръцки за официален език, но населението не говори този език. Плутарх и Квинт Курций Руф свидетелстват, че царете в Македония са говорели с народа и войската си на език, различен от гръцкия. Явно поради близостта си с древна Гърция и нейните колонии, аристокрацията още от дълбока древност е подложена на силна елинска културна експанзия. Вероятно и наличието на дорийски и еолийски елементи сред населението на държавата допринася за относително бързото потопяване на местната върхушка в елинската култура. Така е възможно да се е създал някакъв смесен говор. Все пак този диалект ще да е бил доста по-различен от останалите гръцки говори, щом е бил неразбираем и чужд за елините и те са приемали войските на македонския цар Филип ІІ като чужди завоеватели, както посочват споменатите автори.

## Историческо развитие
За пръв владетел на областта се счита Пердика I, утвърдил Македонско царство в 640 г. пр. Хр. според сведенията на гръцките хронисти. Забележителният възход на царството започва при Филип II, който успява с девиза за обща борба срещу персите да наложи своята хегемония над почти цяла Гърция, Пеония и голяма част от крайбрежна Тракия, като създава изключително силна армия, станала основа за бъдещите завоевания на сина му Александър. Александър III Велики не губи нито една битка и по време на походите си е обожествен и провъзгласен за фараон на Египет и цар на Персия. Именно той успява да превземе почти целия познат тогава свят, като освен хегемонията, която установява над Елада и Тракия, империята му се простира на три континента – от гръцките колонии в Италия до Египет и Индия. Не само писмеността, но и културата на тази империя са изцяло доминирани от древногръцкия модел с някои азиатски и египетски особености. Най-значими нейни центрове са Александрия в Египет, Пергам и Антиохия в Мала Азия и Бактрия в Средна Азия. Това е новата култура на елинизма, разцъфтяла въз основа на синтеза на богатата гръцка култура с местните традиции.

## Отмиране на македоните
След смъртта на Александър множество от жителите на Македония се преселвали на изток, където често намирали по-благоприятни условия за живот. Така Македония не била само обезкървена от продължителната война, но и обезлюдена. Наследниците на Александър, за да избегнат разорението на страната си, почнали да заселват външо население в Стара Македония: гърци, илири, пеони, келти, малоазийски племена и най-вече траки. Така, през късната елинистическа епоха от предишното македонско население остава само това в по-важните и стари градища и крепости. Някои римски писатели твърдят, че по тяхно време, когато Рим завзел Македония в средата на ІІ в. пр. Хр., само благородничеството имало до известна степен македонско самосъзнание, докато войниците и останалото население, принадлежали към други етноси. Така с изчезването на древната македонска държава, само около 200 години след като се утвърждават на Балканите, бързо изчезват и македоните, за разлика от елините, траките и илирийските племена, които видно не се нуждаят от определена държавна подкрепа за съществуването си, което потвърждава схващането за чисто етатисткият характер на конгломерата, визиран под понятието древномакедонска народност.